# Hocharn
L'Hocharn (3.254 m s.l.m. - detto anche Hochnarr e Hoher Aar) è la montagna più alta del
Gruppo del Goldberg nelle Alpi dei Tauri occidentali. Si trova tra la Carinzia ed il Salisburghese